# Poicephalus
Az afropapagáj (Poicephalus) a madarak (Aves) osztályának papagájalakúak (Psittaciformes) rendjébe  a papagájfélék (Psittacidae) családjába tartozó nem.

## Rendszerezésük
A nemet William Swainson írta le 1837-ben, az alábbi 10 faj tartozik ide:
- Niam-niam afropapagáj (Poicephalus crassus)
- Barnafejű afropapagáj (Poicephalus cryptoxanthus)
- Aranyhomlokú afropapagáj (Poicephalus flavifrons)
- Barnanyakú afropapagáj (Poicephalus fuscicollis)
- Piroshomlokú afropapagáj (Poicephalus gulielmi)
- Szavannai afropapagáj (Poicephalus meyeri)
- Fokföldi afropapagáj (Poicephalus robustus)
- Rüppell-afropapagáj (Poicephalus rueppellii)
- Narancsbegyű afropapagáj (Poicephalus rufiventris)
- Szenegáli afropapagáj (Poicephalus senegalus)